# Museo Casa de Alfredo Palacios
El Museo Casa de Alfredo Palacios, en el barrio de Palermo, Buenos Aires es el nombre de la casona donde vivió el argentino Alfredo Palacios, primer legislador socialista de América Latina. Se trata de un depósito cultural con más de 20.000 libros y documentos históricos clave para entender parte de la historia política argentina de gran parte del siglo XX. 
Cuidada gracias al trabajo de voluntarios de la Fundación Alfredo Palacios, fue declarada Lugar Histórico Nacional por el Congreso de la Nación Argentina en 1992.

## Descripción

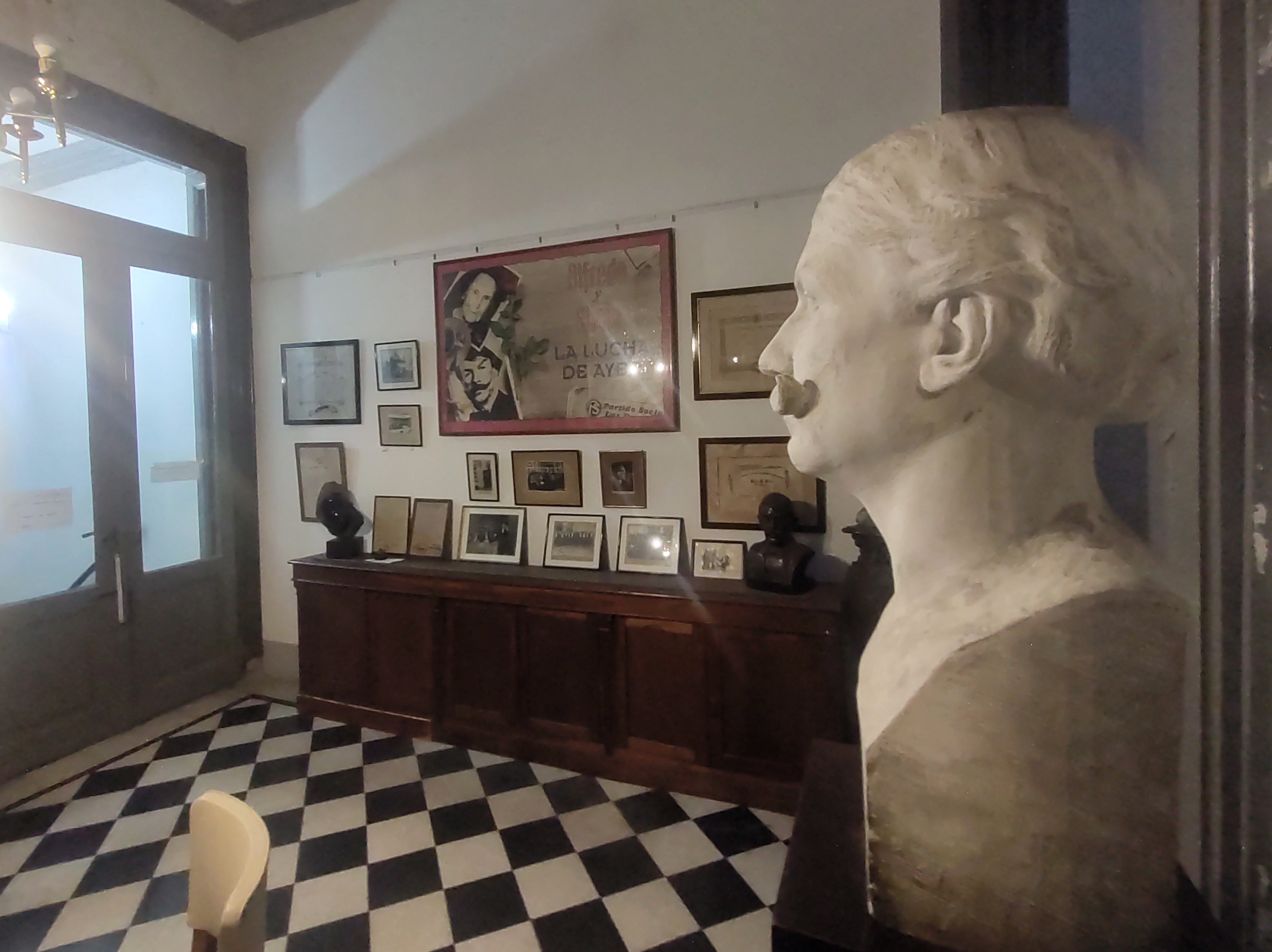
Sala de entrada.

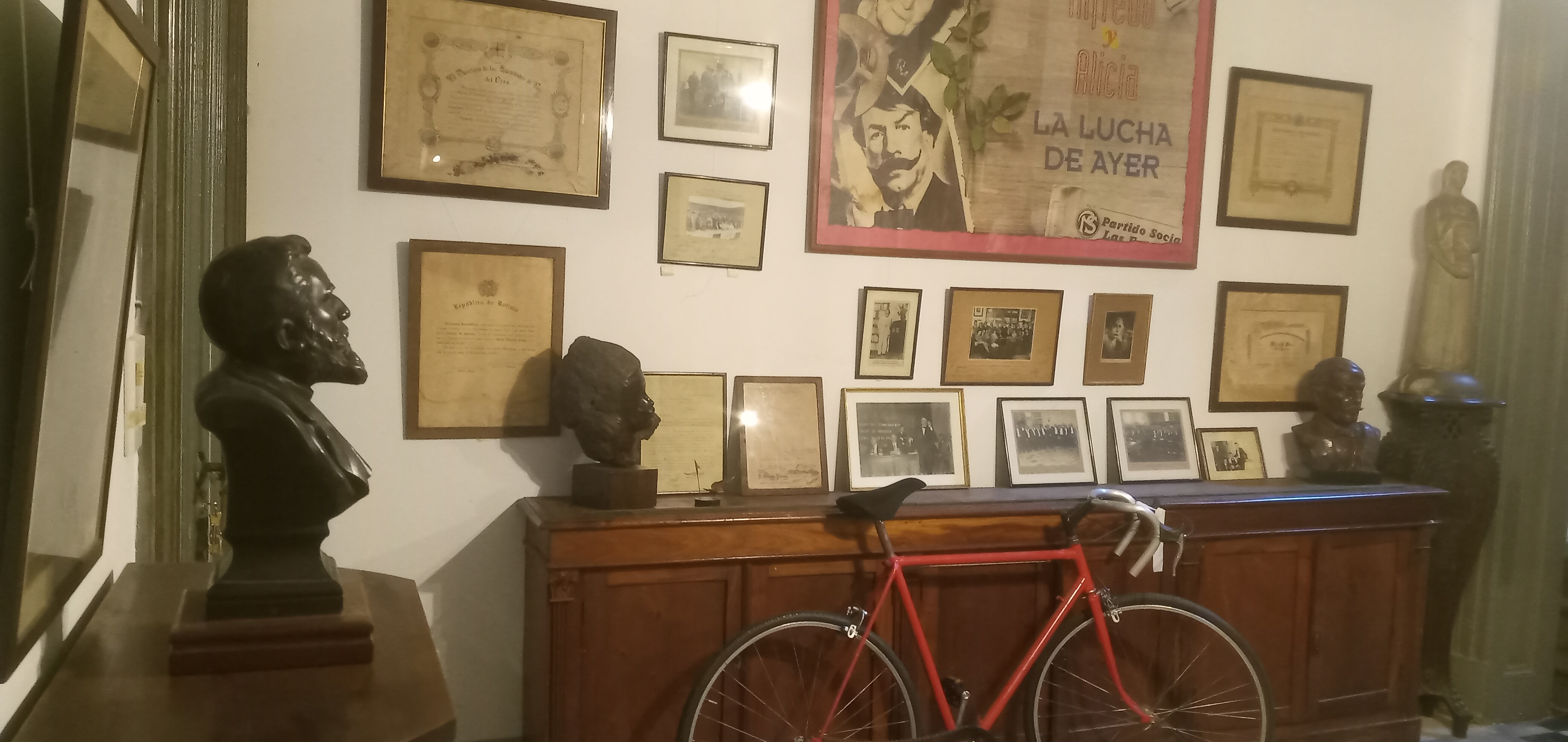
Objetos diversos pertenecientes al gran político.

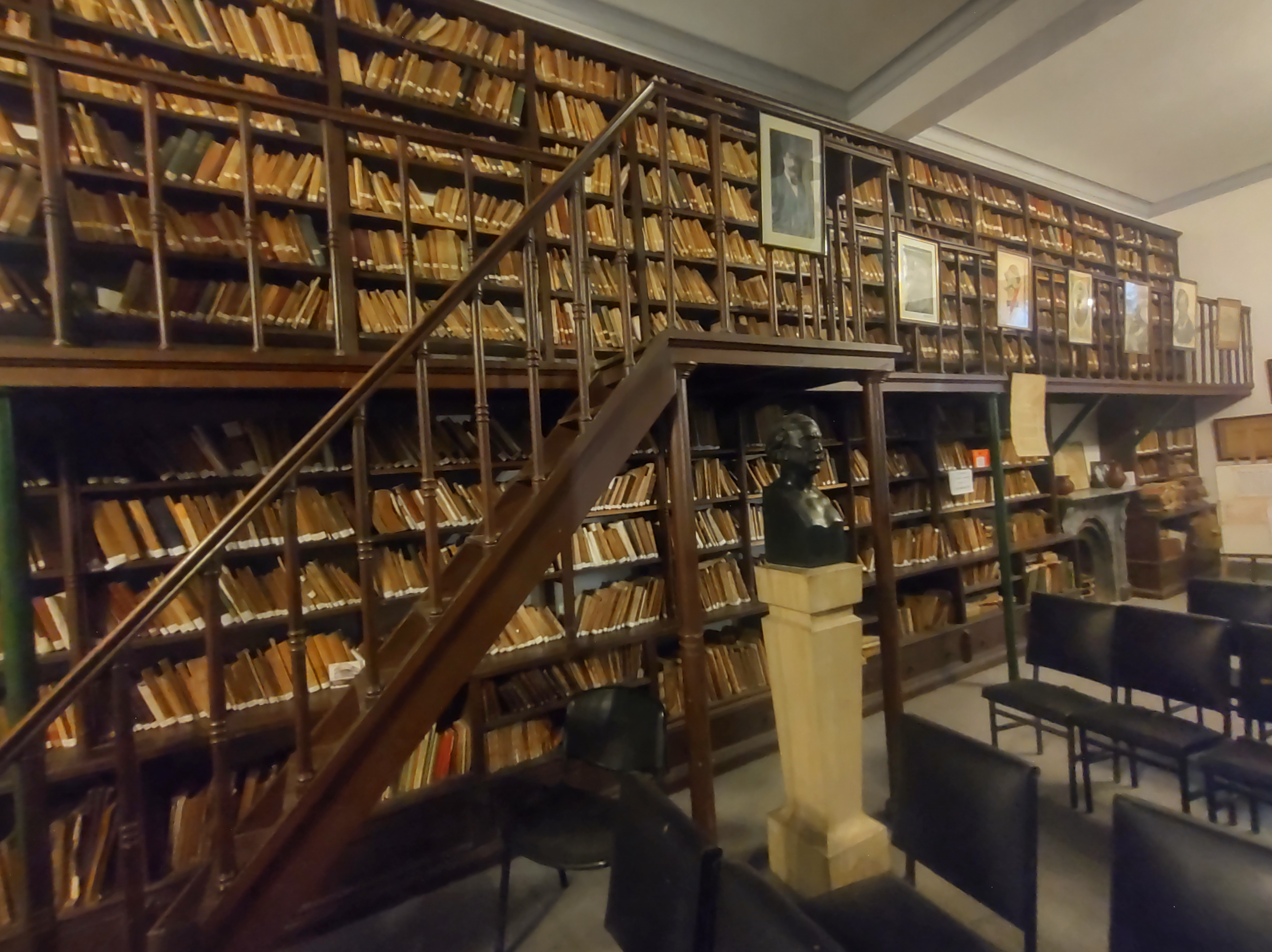
20.000 libros acomodados en inmensas bibliotecas de madera.

La casa de tres plantas, ubicada en la calle Charcas 4741 el Palermo, Buenos Aires, alberga más de 20.000 libros, que van desde documentación periodística histórica hasta publicaciones sobre ideas sociales de diferentes países. Además, contiene numerosos armarios y cajas de la época con su vasta correspondencia, manuscritos, borradores, artículos y apuntes que son parte importante de la historia argentina del siglo XX. También mobiliario que perteneció al político, fotografías, cuadros y documentos históricos, incluyendo su título como presidente de la Universidad Nacional de La Plata, como los distintos títulos honoris causa que recibió de otras universidades, como también sus diplomas de abogado y diputado. Este espacio representa así un siglo de la historia del país.
La casa, inicialmente propiedad de su padre tras la separación de su madre, donde vivió con sus ocho hermanos, nunca fue propiedad de Palacios, ya que él consideraba que ser propietario era «burgués». Un grupo de amigos, entre ellos el propietario, decidió obsequiársela, pero el contestó: "yo quiero ser inquilino así que hágame el recibo por un peso porque más no le pienso pagar”. En esta casa Palacios comenzó su actuación como abogado atendiendo obreros y manteniendo siempre abierta las puertas a quien desee visitarlo; según la versión popular al comienzo de su carrera de abogado hizo colgar un letrero en la entrada «Dr. Alfredo Lorenzo Palacios, atiende gratis a los pobres». Diversas personalidades nacionales visitaron la casa de Palacios mientras se extendió su carrera como político, entre los que se cuentan Arturo Umberto Illia —ya como presidente—, como también el monseñor Miguel de Andrea,  o el general Carlos Toranzo Montero. Palacios, quien se había desempeñado como embajador argentino en Uruguay, además de ser hijo de padres uruguayos, recibía la asidua visita del político uruguayo Luis Batlle Berres. El entonces presidente Raúl Alfonsín visitó la casa en homenaje a su persona en 1989, donde recordó debates con Palacios y se comprometió a prestar la ayuda necesaria para convertir la casa en un museo.
Por otra parte, además de la biblioteca, se exhiben regalos que distintas figuras realizaron a Palacios en vida, de parte de asociaciones obreras o de sus alumnos; como también es posible ver, en el patio de la casa, tiros de pistola que solía realizar como práctica, pues tenía la costumbre de batirse a duelo con sus adversarios políticos. Dada su ferviente oposición al peronismo, y tras la quema de locales opositores en 1953, Palacios sugería a sus invitados visitarlo de noche, con la casa a oscuras, para evitar ser vigilado por seguidores de Perón y ser atacado por ellos. En cuanto a su patrimonio artístico la casa posee obras de distintos artistas argentinos como Rogelio Yrurtia, Benito Quinquela Martín, Agustín Riganelli y Antonio Berni.
En el patio, se ven aun las marcas de algunos tiros, pues tenía la costumbre de practicar con su pistola y batirse a duelo con sus adversarios políticos.
El cuidado de la casa recae en media docena de voluntarios que trabajan en la Fundación Alfredo Palacios y fue declarada Lugar Histórico Nacional por el Congreso de la Nación Argentina por ley 24.169, sancionada y promulgada en 1992. En noviembre de 2013, tras un proyecto a cargo de Carlos Tomada con una cooperativa de cartoneros en conjunción con el Ministerio de Trabajo de la Nación, comenzó una restauración parcial de la casa, que hasta ese entonces se encontraba en muy mal estado.

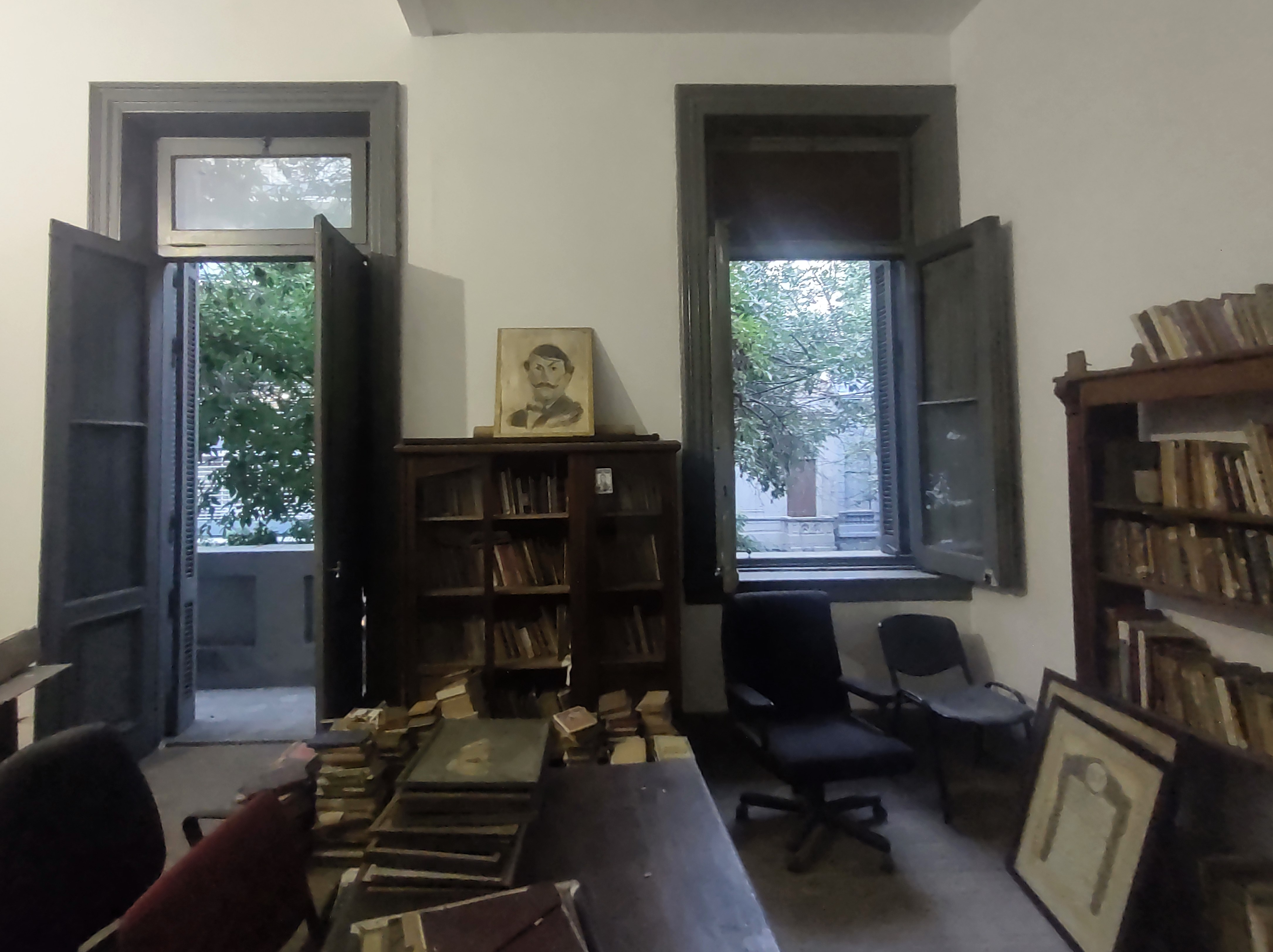
Vista desde la planta superior.
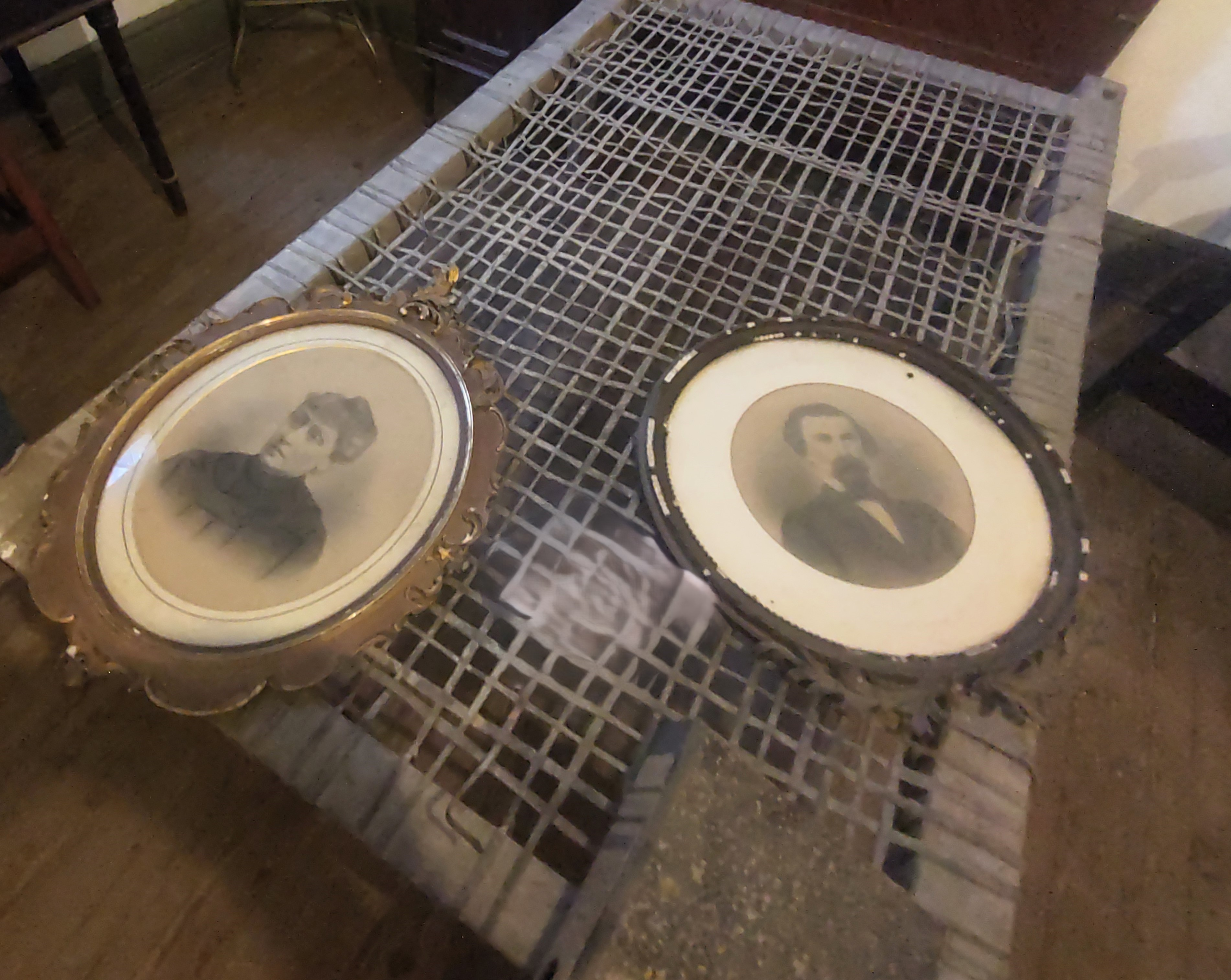
Cama y retrato de los padres de Alfredo.
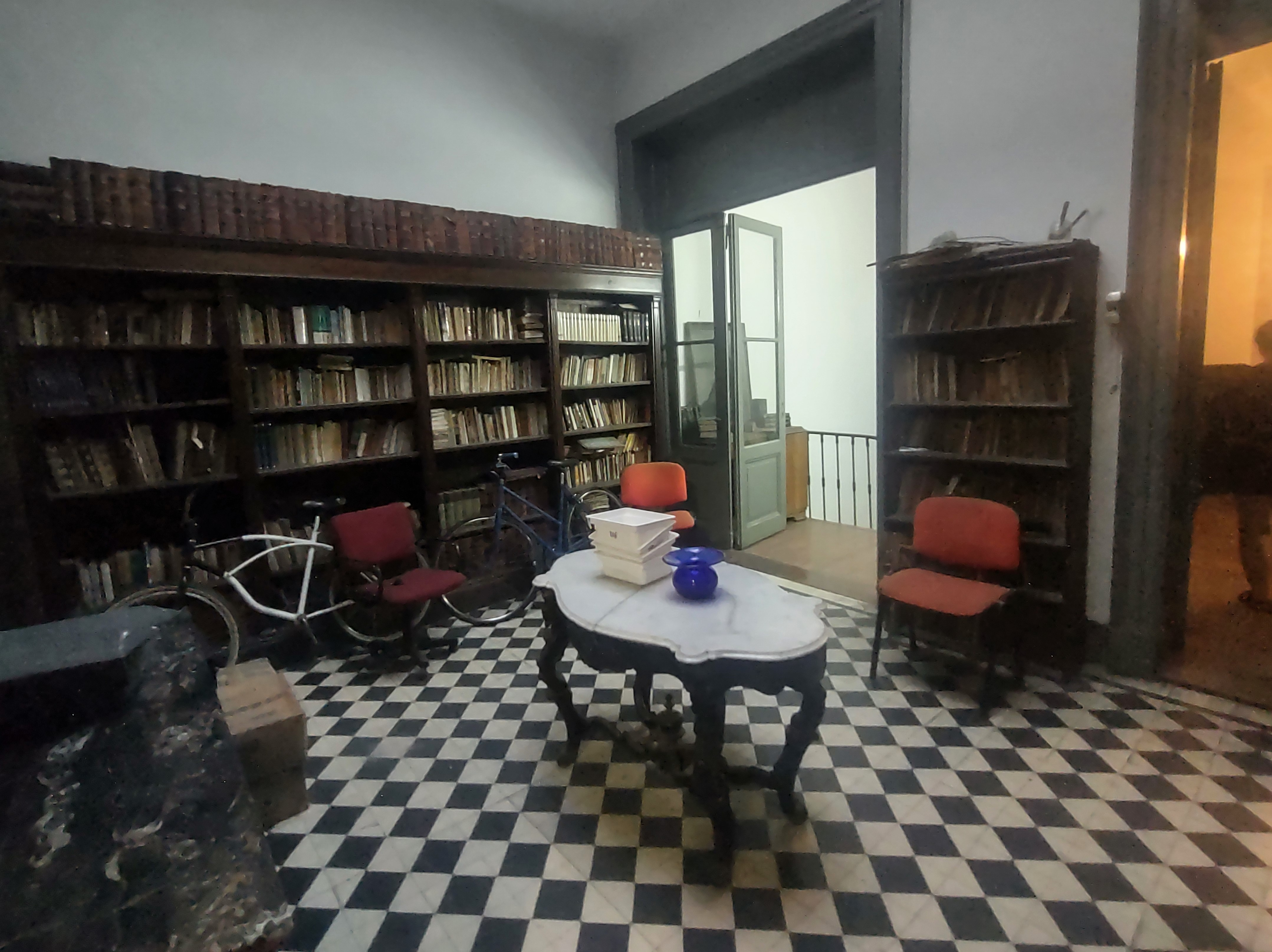
Sala en la planta superior.